# Sharman Joshi
Sharman Joshi (शर्मन जोशी) (Jamshedpur, 17 marzo 1979) è un attore teatrale e cinematografico indiano.
Ha lavorato in varie produzioni teatrali in lingua inglese, hindi, marathi e gujarati, ma è principalmente conosciuto per la sua partecipazione in alcuni film di Bollywood.
Ha debuttato nel 1999 nel film Godmother, a cui è seguito Style nel 2001. Fra i film a cui ha preso parte si possono citare Rang De Basanti, Golmaal, Life in a Metro, Dhol e Raqeeb, Hello, Sorry Bhai! e nel 2008 al film 3 Idiots, vincitore di un Filmfare Awards come miglior film. Joshi ha anche lavorato come conduttore televisivo nel 2009 per il programma trasmesso da Real PokerFace: Dil Sachcha Chehra Jhootha, basato sul format britannico PokerFace.
Joshi è sposato con Prerna Chopra, figlia dell'attore Prem Chopra, dal quale ha avuto una figlia nel 2005 e due gemelli nel 2009.